# San Juan Rioyos
San Juan Rioyos är en ort i kommunen San Felipe del Progreso i delstaten Mexiko i Mexiko. Samhället hade 175 invånare vid folkräkningen 2020.